# Budimir Vujačić
Budimir Vujačić (nacido el 4 de enero de 1964) es un exfutbolista montenegrino que se desempeñaba como defensa.
Budimir Vujačić jugó 12 veces para la selección de fútbol de Yugoslavia entre 1989 y 1996.

## Trayectoria

### Clubes
| Club                  | País       | Año         |
| --------------------- | ---------- | ----------- |
| OFK Petrovac          | Yugoslavia | 1982 - 1983 |
| FK Obilic             | Yugoslavia | 1983 - 1985 |
| SC Friburgo           | Alemania   | 1985 - 1987 |
| FK Vojvodina Novi Sad | Yugoslavia | 1988 - 1989 |
| Partizán de Belgrado  | Yugoslavia | 1989 - 1993 |
| Sporting de Lisboa    | Portugal   | 1993 - 1997 |
| Vissel Kobe           | Japón      | 1997 - 1998 |

### Selección nacional
| Selección | País       | Año         |
| --------- | ---------- | ----------- |
| Absoluta  | Yugoslavia | 1989 - 1996 |

## Estadística de equipo nacional
| Selección de fútbol de Yugoslavia | Selección de fútbol de Yugoslavia | Selección de fútbol de Yugoslavia |
| Año                               | Part.                             | Goles                             |
| --------------------------------- | --------------------------------- | --------------------------------- |
| 1989                              | 4                                 | 0                                 |
| 1990                              | 0                                 | 0                                 |
| 1991                              | 3                                 | 0                                 |
| 1992                              | 1                                 | 0                                 |
| 1993                              | 0                                 | 0                                 |
| 1994                              | 0                                 | 0                                 |
| 1995                              | 2                                 | 0                                 |
| 1996                              | 2                                 | 0                                 |
| Total                             | 12                                | 0                                 |